# Aquecimento aerodinâmico
Aquecimento aerodinâmico é o aquecimento de um corpo sólido produzido pela passagem de um fluido (como o ar) sobre um corpo, tal como um meteoro, míssil ou avião. É uma forma de convecção forçada em que o campo de fluxo é criado por forças além daquelas associadas aos processos térmicos. 